# Token bus

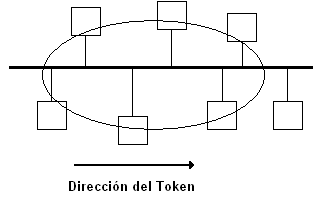
Jeton circulant sur un réseau type Token bus

Un réseau token bus, ou anneau à jeton adressé (« token » en anglais signifie « jeton »), implémente un protocole de type token ring sur un anneau virtuel constitué de postes reliés par un câble coaxial.
Le token bus a été standardisé [Quand ?] par l'IEEE, qui le désigne sous le nom « 802.4 ». Il n'est plus en fonctionnement.